# Milas-Teppich
Milas-Teppiche sind Teppiche aus der Südwesttürkei. Namensgebend ist die Stadt Milas in der Provinz Muğla. Sie haben charakteristische Entwürfe und Farbsetzungen, die auf alten Traditionen beruhen. In der Antike hieß die Landschaft um Muğla Karien.
Die Milas-Teppiche haben sich seit dem 16. Jahrhundert aus den kleineren Formen des Gebetsteppichs (türkisch: seccade) entwickelt. Aufgrund der Farbgebung und der Muster unterscheidet man traditionelle (klassische) und barocke Teppiche.

## Klassische Milas-Teppiche
Diese zeigen normalerweise ein Rechteck und an einer Schmalseite des Rechtecks ein Mihrab oder Gebetsnische. Die innere Umrandung wird mit stilisierten Pflanzenmustern ausgefüllt. Eine Unterform dieses klassischen Milas-Teppichs ist der sogenannte Ada-Milas. Eine Theorie zur Namensgebung weist auf die Bewohner der heute griechischen Insel (türkisch: ada) Istanköy, griechisch Kos, hin.

## Milas-Teppiche im Barock-Stil
Seit dem frühen 19. Jahrhundert zeigt sich auch in der Teppich-Kunst der Einfluss des osmanischen Barock. Die regelmäßigen und stilisierten Motive der Bordüren werden durch unregelmäßige und weniger stilisierte Motive wie zum Beispiel Ranken ersetzt.

## Teppiche mit Medaillons
Diese Teppiche, nach dem Ursprungsort auch Karacahisar-Teppiche genannt, werden durch ein größeres, rechteckiges Mittelfeld als bei den Gebetsteppichen charakterisiert. Dieses Rechteck wird von Medaillons in unterschiedlichen Formen und mit unterschiedlichen Füllungen umschlossen. Die äußere Bordüre enthält die Darstellungen abstrahierter Blätter und Zweige.

## Material und Farben
Milas-Teppiche werden seit dem 18. Jahrhundert aus Schafswolle gewebt. Heute werden noch weitgehend natürliche Verfahren und Farben verwandt. So wird zum Beispiel die Wolle durch Einlegen in Wasser für den Zeitraum einer Woche geschwärzt. Die typischen Grundfarben sind bei Milas-Teppichen Braun, ein spezifisches Rotbraun und ein sehr dunkles Gelb. Gelb wird aus Pfirsich- und Aprikosenblättern gewonnen, das Rotbraun aus dem Heidekraut. Die braune Farbe stammt von Walnussschalen und das Grün der Minzen.